# Moixa (Abella de la Conca)

Moixa, respecte del terme d'Abella de la Conca

Moixa és una partida rural del terme municipal d'Abella de la Conca, a la comarca del Pallars Jussà.
Està situada en el vessant meridional de la Serra de Carreu, a l'esquerra del barranc de Caborriu, al sud del Tossal Forner. És al sud-oest del Coll de Pi Socarrat i del Turó de l'Espluga Redona, al nord-oest de Dansillos i al nord dels Serrats de la Font de Bufal. La masia dels Serrats és a ponent del paratge de Moixa.
Antigament eren unes feixes de conreu, escalonades en un pendís i actualment abandonades.
Comprèn la parcel·la 196 del polígon 4 d'Abella de la Conca; consta de 0,9230 hectàrees de pastures i matolls.

## Etimologia
Joan Coromines estableix que Moixa o moix, i aiguamoix, es refereix a un indret on l'aigua surt de terra o de les roques fins a formar un toll, també anomenat aiguamoll.